# São José dos Ausentes
São José dos Ausentes is een gemeente in de Braziliaanse deelstaat Rio Grande do Sul. De gemeente telt 3.314 inwoners (schatting 2009).